# Soulis Athanassiou
Soulis Athanassiou (Σούλης Αθανασίου), grekisk producent.

## Manus
- (2003) - I Triti Nixta
- (1987) - Alexandros Delmouzos TV-serie
- (1984) - Alexios Kallergis TV-serie
- (1983) - Apo Ti Zoe Ton Anthropon TV-serie